# Ultramaratonløb
|  | Sammenskrivningsforslag Artiklerne Ultraløb (løbesport), Ultramaratonløb er foreslået sammenskrevet. (Siden januar 2022) Diskutér forslaget |

Ultramaraton eller ultraløb er organiserede løb, som er længere end maratonløb, og i almindelighed er på mindst 50 kilometer, men kan være betydeligt længere distancer. Der er ingen øvre grænser.

## Længste ultraløb
Det længste godkendte ultraløb i verden er The Ultimate Ultra, det årlige Sri Chinmoy på 1.300 miles (2.992 km), som bliver afholdt hvert efterår i New York.
Der er også det årlige Trans America Footrace, som løbes i 64 på hinanden følgende daglige etaper fra Los Angeles til New York.
Løberne tilbagelægger næsten 3.000 miles (mere end 4.800 kilometer), en daglig distance på ca. 45 miles (72 kilometer).

## Udvalgte løb
Ultraløb bliver løbet på landeveje, stier, skov- og markveje, baner etc.
De kan udføres som sted-til-sted-løb, eksempelvis Comrades Maraton i Sydafrika, ud-og-hjem-løb som Niagara 100 i Canada eller på rundstrækninger, som i det berømte Sri Chinmoy løb i New York, hvor der løbes 1.300 omgange à 1 mile.

### Australien
I Australien har man løbene Sydney–Melbourne på 1.000 km, Perth – Canberra på 4.800 km og mange andre løb.

### England
I England har man South Downs Run på 80 miles (ca. 128 km) samt det meget kendte London – Brighton, som er 54 miles (ca. 87 km).

### Spanien
I Spanien har man CajaMar Tenerife Bluetrail.

## Regler
Reglerne tillader løberne at "go as you please", dvs. at de eksempelvis må gå, tage pauser til at spise og drikke, selv at lægge sig til at sove er acceptabelt, hvis konkurrencen er specielt lang, eksempelvis i løb, der strækker sig over flere dage.

## Arrangementtyper
Der er flere typer arrangementer. Enten skal løberne tilbagelægge en bestemt distance (det kan være 100 kilometer, 1.000 kilometer eller mere), eller også skal løberne prøve at tilbagelægge så lang en distance som muligt inden for en given tidsperiode (eksempelvis 24 timer, 48 timer eller seks dage).
Etapeløb (Journey Running) er en tredje type i denne sport.
Løberne er ofte alene, når de løber lange distancer i deres eget tempo.
De mest almindelige eksempler er transkontinentale løbere, eksempelvis dem der løber på tværs af USA, Canada og Australien eller dem som løber fra John o' Groats (nordlige Skotland) til Land's End, Cornwall (sydlige England) i Storbritannien.

## Verdensrekord
Verdensrekorden i ultraløb er på 37.000 km, sat af danskeren Jesper Kenn Olsen i 2012. Han løb fra Nordkap i Norge til Cape Town i Syd Afrika op igennem Syd Amerika til New Foundland i Canada. Dermed slog han sin egen rekord fra 2005, hvor han havde løbet 26.000 km. På en tredieplads ligger australieren Gary Parsons, der i 1999 løb 19.030 km.

## Ældst kendte ultraløber
Den ældste kendte ultraløber er nordmanden Ernst Mensen (1799-1843), hvis længste løbetur var fra Istanbul (dengang Konstantinopel) til Kolkata (dengang Calcutta) og tilbage, en distance på 8.045 km.

## Megaløbere
Megaløbere er en undergruppe i sporten. De er ikke kendt for deres hastighed eller rekorder, men for det store antal maraton- og ultraløb, de har præsteret.
Henri Girault fra Frankrig har løbet over 200 løb på distancer fra 100 kilometer og opefter. Amerikaneren Norm Frank fra Rochester, New York, har løbet flere end 550 maratonløb og ultraløb. Canadieren Wally Herman fra Ottawa har løbet flere end 400 af den slags løb, her inkluderet mindst et maraton eller ultra i hver eneste canadisk stat og territorium, i alle USA's stater samt flere end 70 lande over hele verden.

## Klassificering
Der er klassificerede og ikke-klassificerede ultraløbsarrangementer, selv om ultraløberne ikke kan blive enige om. hvilke løb der passer hvor.
Generelt er de mest accepterede kategorier 50 km, 50 miles, 100 km, 150 km, 100 miles, 24 timer, 200 km, 48 timer, 200 miles, seks dage, 1.000 km og 1.000 miles.

### Seksdagesløb
Seksdagesløb var den foretrukne standard i 1800-tallet. Dengang var ultraløb kendt som pædestrianisme, det var det længste tidsrum der kunne løbes uden at tage søndagen i brug. Typisk startede seksdagesløbene søndag midnat og sluttede den følgende lørdag ved midnat.
Ikke-klassificerede "arrangementer", omfatter alle andre distancer og tidsintervaller. Det kan være meget vanskeligt at registrere det meget store antal løb, der afvikles i denne gruppe.
Under afviklingen af et langt løb, for eksempel et seksdagesløb, kan der blive taget tid på mange forskellige distancer, både klassificerede og ikke-klassificerede.
Kategorierne bliver ekstra mange, når der tages i betragtning at distancerne omfatter metriske og imperiale distancer.

## Anerkendelse
Ultraløb er meget ældre end maratonløb (som første gang blev løbet ved de første moderne olympiske lege i Athen, 1896), men først for nylig er sporten blevet anerkendt af "The International Amateur Athletic Federation” IAAF.
I 1991 godkendte IAAF officielt det første 100 kilometer arrangement.
Siden denne dato har 100 kilometer arrangementet erstattet maraton, som den længste af "Federationen" godkendte løb. "IAU 100 kilometer World Challenge" bliver årligt afholdt under IAAF's ledelse.
I 1970’erne blev der løbet nogle 100 km løb i Danmark. Interessen dalede, og til sidst var der ingen arrangører, der ønskede at påtage sig den store opgave, det var at få stablet et løb af denne art på benene.
I 1990’erne kom der en opblomstring. Der var flere atletikklubber i Danmark, der begyndte at arrangere 100 km-, sekstimers-, 24-timersløb samt andre længere distancer.
 Der er for få eller ingen kildehenvisninger i denne artikel, hvilket er et problem. Du kan hjælpe ved at angive troværdige kilder til de påstande, som fremføres i artiklen.